# Sardanapal
Sardanapal (grec antic: Σαρδανάπᾱλος, llatí: Sardănăpālus) fou, en la tradició grecoromana, el darrer rei d'Assíria. Es tracta d'una figura llegendària i moralitzant, que personifica la decadència i la luxúria que el portaren a la destrucció a ell, el seu regne i el llinatge de Ninos.
La llegenda s'origina en l'obra de Ctèsies, un historiador l'obra del qual, intitulada Pèrsiques, s'ha perdut, però és coneguda per compilacions posteriors, com ara Pompeu Trogus, i principalment en l'obra de Diodor de Sicília. La figura de Sardanapal, efectivament, no va existir mai, i és una barreja pejorativa d'almenys tres persones diferents: el rei Assurbanipal (669-631 o 627 aC), pel nom (que seria una alteració de l'original); el seu germà Xamaix-xuma-ukin, rei rebel de Babilònia del 652 aC al 648 aC, la mort entre flames del qual es correspon més al final de la llegenda grega, i l'autèntic darrer monarca Aixurubal·lit II. La figura de Sardanapal no correspon, a més a més, a cap de les biografies esmentades, perquè és un relat on el personatge es lliura al plaer i, per això, perd la corona, en un avís contra la corrupció moral dels governants.

## Llegat
La història de Sardanapal ha inspirat nombrosos artistes, músics i escriptors moderns en les seves creacions:
- Lord Byron. Sardanapalus. A tragedy.  Londres: John Murray, Albemarle-Street, 1823.